# Uža porodica
Uža porodica, nuklear familija, elementarna familija ili supružnička porodica je porodična grupa koja se sastoji od dva roditelja (muškarca i žene) i njihove dece (jednog ili više). Za razliku od jednoroditeljske porodice, veće šire porodice, ili porodice sa više od dva roditelja. Nuklearne porodice obično su usredsređene na bračni par, koji može imati bilo koji broj dece. Postoje razlike u definiciji među posmatračima. Neke definicije dozvoljavaju samo biološku decu koja su punokrvni srodnici i smatraju usvojenu ili polubraću i polusestre delom neposredne porodice, dok druge dozvoljavaju očuha i bilo koju kombinaciju zavisne dece, uključujući pastorčad i usvojenu decu. Neki sociolozi i antropolozi nuklearnu porodicu smatraju najosnovnijim oblikom društvene organizacije

## Pregled
Porodične strukture mešovitog para i njihove dece bile su prisutne u zapadnoj Evropi i Novoj Engleskoj u 17. veku, pod uticajem crkvenih i teokratskih vlada. Pojavom protoindustrijalizacije i ranog kapitalizma, nuklearna porodica postala je finansijski održiva društvena jedinica. Termin nuklearna porodica prvi put se pojavio početkom dvadesetog veka. Alternativne definicije su evoluirale tako da uključuju porodične jedinice na čelu sa istopolnim roditeljima i možda dodatne odrasle rođake koji preuzimaju zajedničku roditeljsku ulogu; u poslednjem slučaju takođe dobija ime supružničke porodice.
Ovaj koncept koji usko definiše nuklearnu porodicu kao centralnu za stabilnost u savremenom društvu, promovisali su familijaristi koji su socijalni konzervativci u Sjedinjenim Državama, a osporavan je kao istorijski i sociološki neadekvatan za opisivanje složenosti stvarnih porodičnih odnosa. U „Frojdovim teorijama identifikacije i njihovim derivatima” Uri Bronfenbrener navodi: „Veoma je malo poznato o razlikama u ponašanju očeva i majki prema sinovima i kćerkama, a još manje o mogućim efektima na takav različit tretman”. Malo se zna o tome kako funkcionišu postupci roditeljskog ponašanja i identifikacije, i kako deca tumače učenje seksualnih uloga. U svojoj teoriji, on koristi „identifikaciju” sa ocem u smislu da će sin slediti polnu ulogu koju mu pruža otac, a zatim da bi otac mogao da identifikuje razliku roditelja „unakrsnog pola” za svoju ćerku.
Istoričari Alan Makfarlajn i Peter Laslet postulirali su da su nuklearne porodice bile primarni aranžman u Engleskoj od 13. veka. Ovaj primarni aranžman se razlikovao od uobičajenog aranžmana u južnoj Evropi, delovima Azije i na Bliskom istoku, gde je bilo uobičajeno da mladi odrasli ostanu u porodičnoj kući ili se venčaju u porodičnu kuću. U Engleskoj su multi-generacijska domaćinstva bila neuobičajena, jer bi mladi odrasli uštedeli dovoljno novca da se odsele u svoje domaćinstvo nakon što se venčaju. Sociolog Brižit Berger tvrdila je, „mlada nuklearna porodica morala je da bude fleksibilna i pokretna dok je tražila priliku i imovinu. Prisiljeni da se oslanjaju na svoju domišljatost, njeni članovi su takođe morali da planiraju budućnost i razviju buržoaske navike rada i štednje.” Berger takođe napominje da bi to mogao biti jedan od razloga zašto je industrijska revolucija započela u Engleskoj i drugim zemljama severozapadne Evrope. Međutim, istorijski značaj nuklearne porodice u Engleskoj osporio je Kord Oestman.
Kao faktor plodnosti, pojedinačna nuklearna domaćinstva uglavnom imaju veći broj dece od zajedničkog životnog aranžmana, prema studijama iz zapadnog sveta i Indije
Sprovedena su istraživanja koja pokazuju razliku u broju željene dece po domaćinstvu u zavisnosti od toga gde žive. Porodice koje žive u ruralnim oblastima želele su da imaju više dece nego porodice u urbanim sredinama. Jedna studija urađena u Japanu između oktobra 2011. i februara 2012, dalje je istraživala efekat područja prebivališta na srednji željeni broj dece. Istraživači studije došli su do zaključka da su žene koje žive u ruralnim područjima sa većim porodicama verovatnije želele više dece u poređenju sa ženama koje su živele u urbanim oblastima u Japanu.

## Istorija
DNK izvađena iz kostiju i zuba u 4600 godina starog pogrebnog mesta iz kamenog doba u Nemačkoj pružila je najranije dokaze o socijalnom priznanju porodice koja se sastoji od dva roditelja sa više dece. Međutim, nema dokaza koji bi pokazali da je porodica živela u ekskluzivnom jednoporodičnom domaćinstvu bez sluga, robova, prijatelja ili članova šire porodice. To, prema tome, nije dokaz ranijeg postojanja moderne nuklearne porodice.

## Upotreba termina
Merijam-VebsterMerriam-Webster datira termin nuklearna porodica unazad do 1947. godine, dok Oksfordski engleski rečnik navodi referencu na termin iz 1925. godine; stoga je ovaj termin relativno nov.

U svojoj najčešćoj upotrebi, termin nuklearna porodica odnosi se na domaćinstvo koje se sastoji od oca, majke i njihove dece, svi od kojih su u jednom stanu domaćinstva. Džordž Merdok, posmatrač porodica, dao je rani opis: 
Porodica je socijalna grupa koju odlikuje zajedničko prebivalište, ekonomska saradnja i reprodukcija. Ona sadrži odrasle osobe oba pola, od kojih najmanje dvoje održavaju socijalno odobrenu seksualnu vezu, i jedno ili više dece, sopstvenih ili usvojenih, od polno kohabitirajućih odraslih osoba.
Mnogi pojedinci su u svom životu deo dve nuklearne porodice: familije porekla u kojoj su potomci, i porodice razmnožavanja u kojoj su roditelji.

## Literatura
- David I. Kertzer; Thomas Earl Fricke (15. 7. 1997). Anthropological Demography: Toward a New Synthesis. University of Chicago Press. ISBN 978-0-226-43195-6.
- Robichaux, David Luke (1. 1. 1997). „Residence Rules and Ultimogeniture in Tlaxcala and Mesoamerica”. Ethnology. 36 (2): 149—171. JSTOR 3774080. doi:10.2307/3774080.
- Browne, Ken (2011). Introduction to Sociology.  0-7456-5008-2
- Pillitteri, Adele (2009). Maternal and Child Health Nursing: Care of the Childbearing and Childrearing Family.  1-58255-999-6
- Pritchard, Colin Pritchard (2006). Mental Health Social Work: Evidence-Based Practice. Routledge. стр. 111. ISBN 9781134365449. „... in cultures with stronger 'extended family traditions', such as Asian and Catholic countries...”
- Pritchard, Colin Pritchard (2006). Mental Health Social Work: Evidence-Based Practice. Routledge. стр. 111. ISBN 9781134365449. „... in cultures with stronger 'extended family traditions', such as Asian and Catholic countries...”
- Henry Orenstein and Michael Micklin (1966). „The Hindu Joint Family: The Norms and the Numbers”. Pacific Affairs. 39 (3/4): 314—325. JSTOR 2754275. doi:10.2307/2754275. „Autumn, 1966”
- Cherlin, Andrew J. (2010). Public and Private families. McGraw Hill.
- Lomnitz, Larissa A.; Perez-Lizaur, Marisol (2003). „Dynastic Growth and Survival Strategies: The Solidarity of Mexican Grand Families”.  Ур.: Cheal, David. Family: Critical Concepts in Sociology. Psychology Press. стр. 377. ISBN 978-0415226325. Приступљено 13. 3. 2016.
- Jelin, Elizabeth (1991). Family, Household and Gender Relations in Latin America. Kegan Paul International. ISBN 978-9231026577.
- Gerstel, N (2011). „Rethinking Families and Community: The Color, Class, and Centrality of Extended Kin Ties”. Sociological Forum. 26 (1): 1—20. doi:10.1111/j.1573-7861.2010.01222.x.
- Metcalf, E. R. (2010). „The Family That Stays Together”. Saturday Evening Post. 282 (1).
- Bulik, B (2010). „We Are Family-And More Of Us Are Living Under One Roof. (Cover story)”. Advertising Age. 81 (30).
- Plutarch: The Lives of the Noble Grecians and Romans, trans. by John Dryden and revised by Arthur Hugh Clough, The Modern Library (div of Random House, Inc). Bio on Lycurgus
- Politics, Aristotle, Loeb Classical Library, Bk I, §II 8-10; 1254a 20-35; pg 19–21
- Politics, Bk I, §11,21;1255b 15-20; pg 29.
- Hellenistic Commentary to the New Testament, ed. By M. Eugene Boring, Klaus Berger, Carsten Colpe, Abingdon Press, Nashville, TN, 1995.
- Hellenistic Commentary to the New Testament, ed. By M. Eugene Boring, Klaus Berger, Carsten Colpe, Abingdon Press, Nashville, TN, 1995.
- On Divorce, Louis de Bonald, trans. By Nicholas Davidson, Transaction Publishers, New Brunswick, 1993. pp 44–46.
- On Divorce, Louis de Bonald, pp 88–89; 149.
- Liberty or Equality, Von Kuehnelt-Leddihn, pg 155.
- George Lakoff, What Conservatives Know That Liberals Don't,  0-226-46796-1
- Knight, Frank H. (1923). „The Ethics of Competition”. The Quarterly Journal of Economics. 37 (4): 579—624. JSTOR 1884053. doi:10.2307/1884053.
- Noppeney, C. (1998). Zwischen Chicago-Schule und Ordoliberalismus: Wirtschaftsethische Spuren in der Ökonomie Frank Knights (Bd. 21). Bern: Paul Haupt, p. 176ff,  3-258-05836-9
- Revillard, Anne (2007). „Stating Family Values and Women's Rights: Familialism and Feminism within the French Republic”. French Politics. 5 (3): 210—228. doi:10.1057/palgrave.fp.8200124.
- Frederick Engels (1884) The Monogamous Family The Origin of the Family, Private Property and the State. Chapter 2, Part 4. Retrieved 24 October 2013.

## Spoljašnje veze
- „The Return of the Multi-Generational Family Household | Pew Research Center's Social & Demographic Trends Project”. pewsocialtrends.org. 2010-03-18. Приступљено 8. 8. 2014.